# Корбшори (Арђеш)
Корбшори (рум. Corbșori) насеље је у Румунији у округу Арђеш у општини Корби. Oпштина се налази на надморској висини од 517 m.

## Становништво
Према подацима из 2002. године у насељу је живело 934 становника, од којих су сви румунске националности.